# Emmerson Nogueira
Emmerson Oliveira Nogueira (São João Nepomuceno, 23 de setembro de 1973) é um cantor, violonista, compositor e produtor musical brasileiro.
Tornou-se conhecido internacionalmente pelo seu projeto Versão Acústica, que reúne releituras de clássicos do rock internacional e vendeu milhões de cópias pelo mundo.

## Biografia
Mineiro, residente em São João Nepomuceno, nasceu em Belo Horizonte quando seus pais estavam morando na capital. 
Começou a se envolver com a música aos 14 anos de idade. Na mesma época, chegou a tentar carreira de desenhista, mas desistiu quando percebeu que queria mesmo a música. Participou de vários festivais em parceria com compositores de sua cidade e região, vencendo muitos deles, com destaque para duas edições do Canta Minas, promovido pela Rede Globo Minas, em 1994, com a música "Mar de Mariana" de Pedro Paulo Mendes, e em 1995 com a música "Fim de Todas Canções" de própria autoria.
Em 2000, mudou-se para o Rio de Janeiro e assinou contrato com a gravadora Sony Music para trabalhar, inicialmente, como compositor.
Em 2001, lançou seu primeiro álbum, Versão Acústica, que conta com releituras de artistas consagrados do rock internacional, como Supertramp, Pink Floyd, The Police, Eric Clapton, Joe Cocker, entre outros, e atingiu a vendagem de mais de 100.000 cópias em alguns meses após o lançamento. Seguiu em frente com o projeto e gravou mais onze álbuns e dois DVDs ao vivo, todos certificados com Disco de Ouro e alguns também com Disco de Platina.
Em 2008, construiu o Estúdio Versão Acústica, e em 2012, criou o selo Versão Acústica Records.
Em 2014, lançou seu primeiro álbum autoral, com músicas de própria autoria e do compositor são-joanense Paulinho Cri (1954 - 2012), a quem Emmerson dedica o trabalho.
Em 2015, após seis anos do lançamento do último título do série, lançou o álbum Versão Acústica 5, cujo repertório foi pensado a partir de sugestões do público em uma campanha no Facebook.

## Discografia
| Ano  | Álbum                            | Formatos         | Gravadora  |
| ---- | -------------------------------- | ---------------- | ---------- |
| 2001 | Versão Acústica                  | CD               | Sony Music |
| 2002 | Versão Acústica 2                | CD               | Sony Music |
| 2003 | Ao Vivo                          | CD duplo         | Sony Music |
| 2003 | Versão Acústica 3                | CD               | Sony Music |
| 2004 | Beatles                          | CD               | Sony Music |
| 2005 | Miltons, Minas e Mais            | CD               | Sony Music |
| 2007 | Ao Vivo                          | CD, DVD          | Sony Music |
| 2008 | Dreamer                          | CD               | Sony Music |
| 2009 | Versão Acústica 4                | CD               | Sony Music |
| 2010 | Ao Vivo - Vol. 2                 | CD, DVD          | Sony Music |
| 2014 | Emmerson Nogueira                | CD               | Sony Music |
| 2015 | Versão Acústica 5                | CD               | Sony Music |
| 2019 | Estúdio Versão Acústica Sessions | Download digital | Sony Music |